# بیمارستان بمبو
بیمارستان بمبو (به لاتین: Bombo Hospital) یک بیمارستان در تانزانیا است که در تانگا، تانزانیا واقع شده‌است.